# Unbreakable - The Greatest Hits Vol. 1
Unbreakable - The Greatest Hits Vol. 1 è il quarto album discografico (il primo di raccolta) del gruppo musicale pop irlandese Westlife, pubblicato nel 2002.

## Tracce
1. Swear It Again – 4:07
2. If I Let You Go – 3:41
3. Flying Without Wings – 3:36
4. I Have a Dream – 4:15
5. Fool Again – 3:53
6. Against All Odds (con Mariah Carey) – 3:21
7. My Love – 3:53
8. What Makes a Man – 3:52
9. Queen of My Heart – 3:32
10. Bop Bop Baby – 4:30
11. When You're Looking Like That – 3:54
12. Unbreakable – 4:33
13. Written in the Stars – 4:10
14. How Does It Feel – 4:19
15. Tonight – 4:32
16. Love Takes Two – 3:49
17. Miss You Nights – 3:22

## Classifiche
| Classifica  | Posizione raggiunta |
| ----------- | ------------------- |
| Regno Unito | 1                   |